# Hans Somers
Hans Somers (ur. 9 marca 1978 w Mechelen) – belgijski piłkarz występujący na pozycji pomocnika.

## Kariera
Somers profesjonalną karierę rozpoczynał w pierwszoligowym klubie Lierse SK. W jego barwach zadebiutował 14 września 1996 w przegranym 0-1 ligowym meczu z Eendracht Aalst. W Lierse pełnił jednak rolę rezerwowego. W debiutanckim sezonie 1996/1997 w lidze zagrał trzy razy. Z klubem wywalczył także mistrzostwo Belgii i Superpuchar tego kraju. W następnym sezonie, 21 lutego 1998 strzelił pierwszego gola w zawodowej karierze. Było to w wygranym 1-0 spotkaniu z Sint-Truidense VV. W 1999 roku zdobył z klubem Puchar oraz Superpuchar Belgii. W pierwszej drużynie Lierse spędził w sumie pięć sezonów. W tym czasie rozegrał tam 98 spotkań i zdobył 21 bramek.
W 2001 roku podpisał kontrakt z tureckim Trabzonsporem. Szybko wywalczył sobie miejsce w wyjściowej jedenastce i stał się jej podstawowym graczem. W 2003 roku zdobył z klubem Puchar Turcji. Rok później jego klub ponownie sięgnął po to trofeum. Wywalczył także wicemistrzostwo Turcji. W Trabzonsporze łącznie Somers grał przez trzy lata. W sumie wystąpił tam 70 razy i strzelił 9 goli.
W 2004 roku przeniósł się do holenderskiego FC Utrecht. Pierwszy występ zanotował tam 14 sierpnia 2004 w przegranym 2-3 pojedynku z NAC Breda. Pierwszą bramkę w trakcie gry w Eredivisie zdobył 19 września 2004 w wygranym 3-0 meczu z Feyenoordem. W ciągu pierwszych czterech sezonów gry w barwach ekipy ze stadionu Galgenwaard był graczem jej pierwszego składu. W sezonie 2008/2009 pełnił rolę rezerwowego w Utrechcie. W 2010 zakończył karierę.